# Most szép lenni katonának
A Most szép lenni katonának kezdetű népdalt Sebestyén Gyula gyűjtötte Köveskállán 1906-ban.
Feldolgozások:
| Szerző          | Mire         | Mű                      | Előadás |
| --------------- | ------------ | ----------------------- | ------- |
| Bárdos Lajos    | három szólam | Kossuth toborzója       |         |
| Szőnyi Erzsébet | két szólam   | 33 könnyű kórus 16. dal | [ 1 ]   |

## Kotta és dallam
| Most szép lenni katonának, mert Kossuthnak verbuválnak. Kossuth Lajos nem lett volna, katona sem lettem volna, éljen, éljen a nemzet. | Gyere pajtás katonának, téged tesznek kapitánynak. Pár esztendő nem a világ, éljen a magyar szabadság, éljen, éljen a nemzet! |

## Felvételek
- Kossuth Lajos azt üzente. YouTube (Hozzáférés: 2016. február 27.) (videó) 1:13-tól.
- Most szép lenni. Lukanényei citerazenekar  YouTube (2008. december 7.)  (Hozzáférés: 2016. február 27.) (videó)